# Баутиста Агут, Роберто
Роберто Баутиста Агут (исп. Roberto Bautista Agut; род. 14 апреля 1988 года в Кастельоне-де-ла-Плане, Испания) — испанский теннисист; победитель 12 турниров ATP в одиночном разряде; обладатель Кубка Дэвиса (2019) в составе сборной Испании.

## Общая информация
Родителей Роберто зовут Хоакин и Эстер. Отец ныне занимается банковской деятельностью, а мать владеет магазином одежды.
Баутиста Агут — не единственный спортсмен в семье: его отец некогда профессионально играл в футбол, а позже пытался приучить к этой игре и сына. Роберто даже до 14 лет играл за одну из юношеских команд кастельонского «Вильярреала», пока не решил сосредоточиться на теннисе. К этой игре с мячом его стала приучать мать, когда с пяти лет пробовала по выходным приводить его на теннисный корт и давать в руки ракетку. Также испанец на любительском уровне увлекается выездкой (у него есть две лошади).
Лучший удар Роберто — форхенд, любимые покрытия — грунт и хард.
Самая быстрая подача составляет 197 км/ч.

## Спортивная карьера

### Начало карьеры
Профессиональную карьеру теннисиста начал в 2006 году. В 2007 году выиграл первые два турнира из серии «фьючерс» в Испании. В апреле 2008 года в парном разряде турнира в Валенсии Роберто впервые сыграл на соревнованиях ATP-тура. В этом же сезоне он побеждает на трёх «фьючерсах». В 2009 году Баутиста Агут выиграл ещё два «фьючерса», а в ноябре 2009 года через квалификацию пробивается в основную сетку первого для себя одиночного турнира ATP в Валенсии. Первую свою встречу на таком уровне он проиграл Альберту Монтаньесу 1-6, 6-3, 4-6. В 2010 году в активе Роберто три победы на турнирах «фьючерсах». Также он вновь сыграл на турнире в Валенсии и уступил в первом раунде Хуану Монако. В 2012 году дебютирует в основной сетке турнира серии Большого шлема Открытом чемпионате Австралии. Впервые пройдя квалификационный отбор, он все же уступает в первом раунде бразильскому теннисисту Рикардо Мельо. В марте 2012 года на турнире серии Мастерс в Майами он смог выйти во второй раунд, обыграв № 45 в мире Андреаса Сеппи 6-3, 1-6, 6-3. В апреле 2012 года Баутиста выиграл первый титул на турнире серии «челленджер». Произошло это на турнире в Риме. Летом ему удалось выиграть ещё два «челленджера» подряд. Сначала в Орбетелло, а затем в Пособланко. Эти победы позволили ему подняться в первую сотню в мировом рейтинге. В сентябре на турнире в Санкт-Петербурге испанец впервые выходит в четвертьфинал в рамках турниров ATP-тура.

### 2013—2014
В начале 2013 года на турнире в Ченнаи Баутиста неожиданно смог пробиться в финал турнира. Среди теннисистов которых он обыграл Блаж Кавчич, Маттиас Бахингер, Томаш Бердых (№ 6 в мире на тот момент) и Бенуа Пер. В первом для себя финале турнира ATP он уступил тогдашней девятой ракетке мира Янко Типсаревичу 6-3, 1-6, 3-6. Следом — на Открытом чемпионате Австралии — была одержана первая победа в основных сетках соревнований Большого шлема (в пяти сетах обыгран Фабио Фоньини). На Открытом чемпионате Франции он также проходит во второй раунд. В июне в Хертогенбосе Роберто выходит в четвертьфинал турнира на траве, а на Уимблдонском турнире во втором раунде проигрывает соотечественнику Давиду Ферреру (№ 4 в мире на тот момент). В июле в Штутгарте ему удалось выйти в полуфинал. На следующем турнире серии Большого шлема Открытом чемпионате США ему в соперники по второму раунду вновь достался Феррер и Баутиста как и на Уимблдоне уступил, взяв один сет из четырёх сыгранных. После этого в сентябре он выходит в четвертьфинал турнира в Санкт-Петербурге. Сезон он завершает на 58-м месте в рейтинге
В январе 2014 года испанцу удается выйти в полуфинал турнира в Окленде. Удачно для себя он выступает на Открытом чемпионате Австралии, где обыграв Тима Смычека, 5-го в мире на тот момент Хуана Мартина дель Потро и Бенуа Пера, впервые выходит в четвёртый раунд на турнирах серии Большого шлема. Путь в четвертьфинал ему преградил болгарин Григор Димитров. После Австралии дебютирует в составе сборную Испании в розыгрыше Кубка Дэвиса, но уступает оба своих матча представителям Германии. В марте он выходит в четвёртый раунд на турнире серии Мастерс в Индиан-Уэллс, обыграв во втором раунде № 5 в мире Томаша Бердыха. В мае на другом Мастерсе в Мадриде Баутисте удается дойти до полуфинала, где он встретился с первой ракеткой мира Рафаэлем Надалем и проиграл 4-6, 3-6. На Открытом чемпионате Франции, где он вошел в число сеянных, выходит в третьем раунде на Томаша Бердыха и проигрывает ему в четырёх сетах.
Перейдя в июне на траву Роберто смог выиграть первый в карьере титул на соревнованиях Мирового тура ATP. Произошло это на турнире в Хертенгебосе, где в финале он обыграл немца Беньямина Беккера 2-6, 7-6(2), 6-4. На Уимблдонском турнире в третьем раунде ему в соперники достался № 5 в мире Энди Маррей, которому Баутиста проиграл в трёх сетах. В июле испанец выиграл ещё один турнир, но уже на грунте. В Штутгарте он обыграл всех соперников, включая победу в полуфинале над прошлогоднем победителем Фабио Фоньини 6-3, 6-4 и в финале над чехом Лукашом Росолом 6-3, 4-6, 6-2. Этот успех позволил Баутисте впервые подняться в Топ-20 мирового рейтинга. На Открытом чемпионате США от обновил лучший результат, выйдя в четвёртый раунд. там он проиграл № 3 в мире Роджеру Федереру. В октябре на турнире в Москве ему уадалось выйти в финал, где он проиграл хорвату Марину Чиличу 4-6, 4-6. Самый успешный сезон в карьере Баутиста заканчивает на 15 строчке мирового рейтинга и получил по итогам года награду ATP за «Прогресс года».

### 2015—2016
Сезон 2015 года Баутиста начал с полуфинала на турнире в Ченнае. На Открытом чемпионате Австралии во втором раунде проиграл Жилю Мюллеру. В феврале до полуфинала он доходит на турнире в Марселе. В апреле, выступая на грунте, вышел в четвертьфинал турнира в Барселоне и полуфинал в Мюнхене. На Открытом чемпионате Франции выбывает во втором раунде из-за поражения от Лукаша Росола. Более удачно испанец выступил на Уимблдонском турнире, дойдя до четвёртого раунда, где он не смог переиграть Роджера Федерера.
После Уимблдона 2015 года Баутиста сыграл на грунте турнира в Умаге, где доиграл до полуфинала. На Открытом чемпионате США ему удалось пройти в четвёртый раунд, в котором его остановил № 1 в мире Новак Джокович. Осеннюю часть сезона Роберто начал с выхода в полуфинал на турнире в Санкт-Петербурге. В октябре на турнире в Москве он сумел выйти уже в финал, в котором второй год подряд сразился с Марином Чиличем и проиграл с таким же счётом как и в финале 2014 года — 4-6, 4-6. Через неделю он сыграл ещё в одном финале на турнире в Валенсии, но также не смог взять титул, проиграв португальцу Жуану Соузе — 6-3, 3-6, 4-6.
В январе 2016 года Баутиста выиграл свой третий титул в Туре и первый из них на харде. Он стал чемпионом турнира в Окленде, переиграв в финале на отказе Джека Сока — 6-1, 1-0. На Открытом чемпионате Австралии он доиграл до четвёртого раунда, где в пяти сетах проиграл Томашу Бердыху. После Австралии испанец смог вернуть себе место в топ-20. В феврале он стал победителем турнира в Софии, где в решающем матче обыграл Виктора Троицки — 6-3, 6-4. На следующих для себе турнирах в Роттердаме и Дубае испанец доходил до четвертьфинала. В марте на Мастерсе Майами он второй раз после Окленда обыграл теннисиста из топ-10 Жо-Вильфрида Тсонга и прошёл в четвёртый раунд. В грунтовой части сезона результаты были не столь успешны, лучшее выступление пришлось на Ролан Гаррос, где Баутиста доиграл до четвёртого раунда.
В травяной отрезок сезона 2016 года Роберто сыграл два турнира: в Лондон, где доиграл до 1/4 финала и Уимблдон, где выбыл в третьем раунде. Летом он впервые принял участие в Олимпийских играх, которые проводились в Рио-де-Жанейро. В одиночном и парном разряде (с Давидом Феррером) Баутиста добрался до четвертьфинала. В августе ему удалось выйти в финал турнира в Уинстон-Сейлеме, в котором его обыграл соотечественник Пабло Карреньо Буста — 7-6(6), 6-7(1), 4-6. Открытый чемпионат США завершился для него в третьем раунде. После Нью-Йорка Баутиста отправился на турнир в Санкт-Петербург, на котором доиграл до полуфинала. В октябре он великолепно сыграл на Мастерсе в Шанхае, впервые выйдя в финал данной серии. Для этого достижения ему понадобилось обыграть первую ракетку мира Новака Джоковича, с чем Роберто справился в полуфинале (6-4, 6-4). В решающем матче ему противостоял второй в мире Энди Маррей, которого Баутиста уже победить не смог (6-7(1), 1-6). Выступление в Шанхае подняло испанца на 13-е место в рейтинге, а по итогу сезона он занял 14-ю строчку.

### 2017—2018
Баутиста начал сезон 2017 года с успеха. Уже на первом турнире в Ченнаи он завоевал титул, обыграв в финале россиянина Даниила Медведева (6-3, 6-4), для которого данный финал был дебютным в Мировом туре. Для испанского теннисиста этот трофей стал пятым на соревнованиях АТП. На Открытом чемпионате Австралии он дошёл до четвёртого раунда, где проиграл Милошу Раоничу из Канады в четырёх сетах. В феврале он сыграл в полуфинале турнира в Софии. Следующий раз в полуфинале Баутиста сыграл уже в мае на грунте в Мюнхене. На кортах Ролан Гаррос он доиграл до четвёртого раунда, где потерпел поражение от Рафаэле Надаля.
На Уимблдонском турнире 2017 года Баутиста дошёл также до четвёртого раунда, где проиграл хорвату Марину Чиличу. В третьем раунде он смог переиграть № 9 в мире Кэя Нисикори. В июле на турнире в Гштаде Роберто вышел в полуфинал. В августе на Мастерсе в Монреале доиграл до четвертьфинала, а за неделю до Большого шлема в Нью-Йорке выиграл титул в Уинстон-Сейлеме, в финале переиграв боснийца Дамира Джумхура — 6-4, 6-4. На Открытом чемпионате США Баутиста дошёл до третьего круга, но оступился в мачте против Хуана Мартина Дель Потро. В осенней части сезона у него был один полуфинал (в Санкт-Петербурге) и два четвертьфинала (в Пекине и Базеле). После вылета в первом же раунде Мастерса в Шанхае, прошлогодний его финалист Баутиста лишился большого количества рейтинговых очков и покинул пределы топ-20.
На старте сезона 2018 года Баутисте третий сезон подряд удается выиграть титул на разогревочных перед Австралийским чемпионатом турнирах. Он во второй раз в карьере стал победителем турнира в Окленде. Финальный матч, 13 января, завершился победой Роберто над аргентинским теннисистом Хуаном Мартином Дель Потро — 6-1, 4-6, 7-5. Это 7-й титул теннисиста из Испании в Мировом туре. Следующий титул он выиграл в начале марта, став чемпионом турнира в Дубае, где в решающем поединке сразил француза Люку Пуя — 6-3, 6-4. Эта победа стала первой в карьере испанца на турнирах АТП 500. В грунтовой части сезона Баутиста отметился двумя четвертьфиналами: в Барселоне и Мюнхене. На Открытом чемпионате Франции испанец сумел дойти до третьего круга, в котором уступил сербу Новаку Джоковичу.
В июне 2018 года Баутиста вышел в полуфинал турнира на траве в Халле, который не смог доиграть из-за травмы. Позже он был вынужден пропустить Уимблдон. В июле в Гштаде Роберто удалось выйти в финал, в котором проиграл Маттео Берреттини со счётом 6-7(9), 4-6. Осенью он один раз вышел в полуфинал в Санкт-Петербурге и один раз остановился в четвертьфинала в Базеле.

### 2019—2020 (полуфинал Уимблдона и топ-10)
На первой неделе сезона 2019 года Роберто был посеян под седьмым номером на турнире в Дохе, и сумел добраться до решающего матча. В 1/2 финала он смог переиграть лидера мирового рейтинга Новака Джоковича (3-6, 7-6(6), 6-4). В финале ему противостоял Томаш Бердых и Баутиста смог победить со счётом 6-4, 3-6, 6-3. Это девятый титул Баутисты Агута в Мировом туре. На Открытом чемпионате Австралии, испанец сумел добраться до четвертьфинала (впервые на Больших шлемах). На пути к этому результату он сыграл в трех из четырёх матчей все пять сетов, а в четвёртом раунде переиграл № 7 в мире и прошлогоднего финалиста Марина Чилича (7-6, 6-3, 6-2, 4-6, 6-4), В борьбе за полуфинал он уступил греческому спортсмену Стефаносу Циципасу. В феврале Баутиста вышел в четвертьфинал в Софии. В марте на Мастерсе в Майами он смог во второй в сезоне обыграть первую ракетку мира Новака Джоковича в матче четвёртого раунда (1-6, 7-5, 63). Однако в четвертьфинале Роберто уступил американцу Джону Изнеру.
В начале мая 2019 года Баутиста вышел в полуфинал турнира в Мюнхене, а в конце месяце вышел в четвертьфинал в Лионе. На Открытом чемпионате Франции Роберто добрался до стадии третьего раунда, где уступил итальянцу Фабио Фоньини. На траве в Халле он вышел в 1/4 финала. На Уимблдоне Баутиста Агут дошел до первого полуфинала Большого шлема. По ходу турнира он обыграл Петера Гоёвчика, Стива Дарси, № 9 в мире Карена Хачанова, Бенуа Пера и Гидо Пелью. В полуфинале испанец уступил первой ракетке планеты Новаку Джоковичу в четырёх сетах. В июле он вышел в четвертьфинал в Гштаде.
В августе 2019 года он дважды добирался до 1/4 финала на турнирах серии Мастерс в Монреале и Цинциннати после чего впервые поднялся в рейтинге в десятку лучших теннисистов. Но первый матч в рамках игрока топ-10 на Открытом чемпионате США сенсационно проиграл Михаилу Кукушкину в пяти сетах. В сентябре Баутиста доиграл до полуфинала в Чжухае, а в октябре в Базеле до четвертьфинала. В ноябре Роберто поднялся в рейтинге на 9-е место — самое высокое в его профессиональной карьере. В концовке сезона он помог сборной Испании одержать победу в финале Кубка Дэвиса. Во время турнира умер его отец и теннисист уезжал домой, но нашел в себе силы и вернулся, сыграв в решающей встрече против сборной Канады и победив в матче против Феликса Оже-Альяссима.
2020 год Баутиста начал с выступления за Испанию на новом командном турнире Кубок ATP и великолепно провел этот турнир, выиграв все шесть матчей и пройдя в финал. Несмотря на выигрыш Баутистой у Душана Лайовича, испанцы в финале проиграли команде Сербии. На Открытом чемпионате Австралии он проиграл в третьем раунде и потерял место в топ-10.

#### 2023
На Открытом чемпионате Австралии Роберто был посеян под 24-м номером и дошёл до 4-го круга, где уступил несеянному американцу Томми Полу.

## Рейтинг на конец года
| Год  | Одиночный рейтинг | Парный рейтинг |
| 2024 | 51                | —              |
| 2023 | 57                | —              |
| 2022 | 21                | —              |
| 2021 | 19                | —              |
| 2020 | 13                | —              |
| 2019 | 9                 | —              |
| 2018 | 24                | —              |
| 2017 | 20                | 317            |
| 2016 | 14                | 355            |
| 2015 | 25                | 604            |
| 2014 | 15                | 258            |
| 2013 | 58                | 215            |
| 2012 | 80                | 635            |
| 2011 | 178               | 285            |
| 2010 | 170               | 513            |
| 2009 | 281               | 1273           |
| 2008 | 379               | 1492           |
| 2007 | 454               | —              |
| 2006 | 1011              | —              |
| 2005 | 862               | —              |
| 2004 | 1197              | —              |

## Выступления на турнирах

### Финалы турнировATPв одиночном разряде (23)

#### Победы (12)
| Легенда                     |
| --------------------------- |
| Турниры Большого шлема (0)* |
| Итоговый турнир ATP (0)     |
| Мастерс (0)                 |
| АТР 500 (1)                 |
| АТР 250 (11)                |

| Титулы по покрытиям | Титулы по месту проведения матчей турнира |
| ------------------- | ----------------------------------------- |
| Хард (9)*           | Зал (1)                                   |
| Грунт (2)           | Зал (1)                                   |
| Трава (1)           | Открытый воздух (11)                      |
| Ковёр (0)           | Открытый воздух (11)                      |

* количество побед в одиночном разряде.
| №   | Дата            | Турнир                     | Покрытие   | Соперник в финале      | Счёт            |
| 1.  | 21 июня 2014    | Хертогенбос, Нидерланды    | Трава      | Беньямин Беккер        | 2-6 7-6(2) 6-4  |
| 2.  | 13 июля 2014    | Штутгарт, Германия         | Грунт      | Лукаш Росол            | 6-3 4-6 6-2     |
| 3.  | 16 января 2016  | Окленд, Новая Зеландия     | Хард       | Джек Сок               | 6-1 1-0 — отказ |
| 4.  | 7 февраля 2016  | София, Болгария            | Хард (зал) | Виктор Троицки         | 6-3 6-4         |
| 5.  | 8 января 2017   | Ченнаи, Индия              | Хард       | Даниил Медведев        | 6-3 6-4         |
| 6.  | 26 августа 2017 | Уинстон-Сейлем, США        | Хард       | Дамир Джумхур          | 6-4 6-4         |
| 7.  | 13 января 2018  | Окленд, Новая Зеландия (2) | Хард       | Хуан Мартин дель Потро | 6-1 4-6 7-5     |
| 8.  | 3 марта 2018    | Дубай, ОАЭ                 | Хард       | Люка Пуй               | 6-3 6-4         |
| 9.  | 5 января 2019   | Доха, Катар                | Хард       | Томаш Бердых           | 6-4 3-6 6-3     |
| 10. | 19 февраля 2022 | Доха, Катар (2)            | Хард       | Николоз Басилашвили    | 6-3 6-4         |
| 11. | 30 июля 2022    | Кицбюэль, Австрия          | Грунт      | Филип Мисолич          | 6-2 6-2         |
| 12. | 20 октября 2024 | Антверпен, Бельгия         | Хард (зал) | Иржи Легечка           | 7-5 6-1         |

#### Поражения (11)
| №   | Дата            | Турнир                   | Покрытие   | Соперник в финале    | Счёт              |
| 1.  | 6 января 2013   | Ченнаи, Индия            | Хард       | Янко Типсаревич      | 6-3 1-6 3-6       |
| 2.  | 19 октября 2014 | Москва, Россия           | Хард (зал) | Марин Чилич          | 4-6 4-6           |
| 3.  | 25 октября 2015 | Москва, Россия (2)       | Хард (зал) | Марин Чилич          | 4-6 4-6           |
| 4.  | 1 ноября 2015   | Валенсия, Испания        | Хард (зал) | Жуан Соуза           | 6-3 3-6 4-6       |
| 5.  | 27 августа 2016 | Уинстон-Сейлем, США      | Хард       | Пабло Карреньо Буста | 7-6(6) 6-7(1) 4-6 |
| 6.  | 16 октября 2016 | Шанхай, Китай            | Хард       | Энди Маррей          | 6-7(1) 1-6        |
| 7.  | 29 июля 2018    | Гштад, Швейцария         | Грунт      | Маттео Берреттини    | 6-7(9) 4-6        |
| 8.  | 28 февраля 2021 | Монпелье, Франция        | Хард (зал) | Давид Гоффен         | 7-5 4-6 2-6       |
| 9.  | 13 марта 2021   | Доха, Катар              | Хард       | Николоз Басилашвили  | 6-7(5) 2-6        |
| 10. | 25 июня 2022    | Санта-Понса, Испания     | Трава      | Стефанос Циципас     | 4-6 6-3 6-7(2)    |
| 11. | 14 января 2023  | Аделаида (II), Австралия | Хард       | Квон Сунво           | 4-6 6-3 6-7(4)    |

### Финалы челленджеров и фьючерсов в одиночном разряде (21)

#### Победы (13)
| Условные обозначения |
| Челленджеры (3)*     |
| Фьючерсы (10)        |

| Титулы по покрытиям | Титулы по месту проведения матчей турнира |
| ------------------- | ----------------------------------------- |
| Хард (7)*           | Зал (1)                                   |
| Грунт (6)           | Зал (1)                                   |
| Трава (0)           | Открытый воздух (12)                      |
| Ковёр (0)           | Открытый воздух (12)                      |

* количество побед в одиночном разряде.
| №   | Дата             | Турнир                  | Покрытие   | Соперник в финале        | Счёт           |
| 1.  | 30 июня 2007     | Малага, Испания         | Грунт      | Педро Клар Россельо      | 7-5 6-3        |
| 2.  | 4 августа 2007   | Хатива, Испания         | Грунт      | Педро Клар Россельо      | 6-3 6-4        |
| 3.  | 3 августа 2008   | Хатива, Испания         | Грунт      | Херард Гранольерс Пуйоль | 6-4 6-4        |
| 4.  | 28 сентября 2008 | Мартос, Испания         | Хард       | Джеймс Уорд              | 3-6 6-3 6-2    |
| 5.  | 5 октября 2008   | Кордова, Испания        | Хард       | Жан-Ноэль Инсаусти       | 6-7(5) 6-3 6-4 |
| 6.  | 22 марта 2009    | Кастельдефельс, Испания | Грунт      | Марк Форнелл Местрес     | 6-4 6-4        |
| 7.  | 27 сентября 2009 | Мадрид, Испания         | Хард       | Томас Схорел             | 6-4 6-3        |
| 8.  | 31 января 2010   | Мурсия, Испания         | Хард       | Серхио Гутьеррес Ферроль | 7-5 6-2        |
| 9.  | 13 марта 2010    | Типтон, Великобритания  | Хард (зал) | Даниэль Сметхёрст        | 7-5 6-4        |
| 10. | 19 сентября 2010 | Мостолес, Испания       | Хард       | Филип Бестер             | 6-7(4) 6-4 6-2 |
| 11. | 22 апреля 2012   | Рим, Италия             | Грунт      | Руй Машаду               | 6-7(9) 6-4 6-3 |
| 12. | 29 июля 2012     | Орбетелло, Италия       | Грунт      | Душан Лайович            | 6-3 6-1        |
| 13. | 12 августа 2012  | Пособланко, Испания     | Хард       | Арнау Брюгес Дави        | 6-3 6-4        |

#### Поражения (8)
| №  | Дата            | Турнир              | Покрытие | Соперник в финале      | Счёт              |
| 1. | 11 августа 2007 | Бакио, Испания      | Хард     | Тони Хольцингер        | 6-1 4-6 2-6       |
| 2. | 20 июля 2008    | Гандиа, Испания     | Грунт    | Иньиго Сервантес Уэгун | 6-4 5-7 1-6       |
| 3. | 15 марта 2009   | Бадалона, Испания   | Грунт    | Альберт Рамос          | 4-6 4-6           |
| 4. | 6 июня 2009     | Лансароте, Испания  | Хард     | Хосе Чека Кальво       | 1-6 4-6           |
| 5. | 4 октября 2009  | Мартос, Испания     | Хард     | Владимир Игнатик       | 1-6 6-3 6-7(3)    |
| 6. | 10 июля 2010    | Пособланко, Испания | Хард     | Рубен Рамирес Идальго  | 6-7(6) 4-6        |
| 7. | 29 мая 2011     | Алессандрия, Италия | Грунт    | Пабло Карреньо Буста   | 6-3 3-6 5-7       |
| 8. | 26 ноября 2023  | Валенсия, Испания   | Грунт    | Фабио Фоньини          | 6-3 6-7(8) 6-7(3) |

### Финалы челленджеров и фьючерсов в парном разряде (2)

#### Поражения (2)
| №  | Дата             | Турнир            | Покрытие | Партнёр              | Соперники в финале                     | Счёт                |
| 1. | 7 апреля 2009    | Сабадель, Испания | Грунт    | Седрик-Марсель Штебе | Бой Вестерхоф Серхио Гутьеррес Ферроль | 2-6 4-6             |
| 2. | 25 сентября 2011 | Любляна, Словения | Грунт    | Иван Наварро         | Аляж Бедене Грега Жемля                | 3-6 7-6(10) [10-12] |

### Финалы командных турниров (3)

#### Победы (1)
| №  | Год  | Турнир       | Команда                                                         | Соперник в финале                     | Счёт |
| 1. | 2019 | Кубок Дэвиса | Испания Р.Баутиста, М.Гранольерс, П.Карреньо, Ф.Лопес, Р.Надаль | Канада Ф.Оже, В.Поспишил, Д.Шаповалов | 2-0  |

#### Поражения (2)
| №  | Год  | Турнир        | Команда                                                                                   | Соперник в финале                                        | Счёт |
| 1. | 2020 | Кубок ATP     | Испания · Р.Баутиста, П.Карреньо, Ф.Лопес, Р.Надаль                                       | Сербия · Н.Джокович, Д.Лайович, В.Троицки, Н.Чачич       | 1-2  |
| 2. | 2022 | Кубок ATP (2) | Испания · Р. Баутиста Агут, А. Давидович Фокина, П. Карреньо Буста, П. Мартинес, А. Рамос | Канада · С. Диес, Ф. Оже-Альяссим, Д. Шаповалов, Б. Шнур | 0-2  |

## История выступлений на турнирах
По состоянию на 17 февраля 2025 года
Для того, чтобы предотвратить неразбериху и удваивание счета, информация в этой таблице корректируется только по окончании турнира или по окончании участия там данного игрока.
| Турнир                       | 2009          | 2010          | 2011          | 2012  | 2013          | 2014          | 2015          | 2016  | 2017          | 2018          | 2019          | 2020          | 2021          | 2022          | 2023          | 2024  | 2025  | Итог   | В/П за карьеру |
| ---------------------------- | ------------- | ------------- | ------------- | ----- | ------------- | ------------- | ------------- | ----- | ------------- | ------------- | ------------- | ------------- | ------------- | ------------- | ------------- | ----- | ----- | ------ | -------------- |
| Турниры Большого шлема       |               |               |               |       |               |               |               |       |               |               |               |               |               |               |               |       |       |        |                |
| Открытый чемпионат Австралии | -             | К3            | К1            | 1Р    | 2Р            | 4Р            | 2Р            | 4Р    | 4Р            | 1Р            | 1/4           | 3Р            | 1Р            | 3Р            | 4Р            | 1Р    | 1Р    | 0 / 14 | 22-14          |
| Открытый чемпионат Франции   | -             | К2            | К2            | К1    | 2Р            | 3Р            | 2Р            | 4Р    | 4Р            | 3Р            | 3Р            | 3Р            | 2Р            | -             | 2Р            | 1Р    |       | 0 / 11 | 18-11          |
| Уимблдонский турнир          | -             | К2            | К3            | К3    | 2Р            | 3Р            | 4Р            | 3Р    | 4Р            | -             | 1/2           | НП            | 4Р            | 2Р            | 1Р            | 4Р    |       | 0 / 10 | 22-9           |
| Открытый чемпионат США       | -             | -             | К1            | К3    | 2Р            | 4Р            | 4Р            | 3Р    | 3Р            | 1Р            | 1Р            | 3Р            | 3Р            | 1Р            | -             | 2Р    |       | 0 / 11 | 16-11          |
| Итог                         | 0 / 0         | 0 / 0         | 0 / 0         | 0 / 1 | 0 / 4         | 0 / 4         | 0 / 4         | 0 / 4 | 0 / 4         | 0 / 3         | 0 / 4         | 0 / 3         | 0 / 4         | 0 / 3         | 0 / 3         | 0 / 4 | 0 / 1 | 0 / 46 |                |
| В/П в сезоне                 | 0-0           | 0-0           | 0-0           | 0-1   | 4-4           | 10-4          | 8-4           | 9-4   | 11-4          | 2-3           | 11-4          | 6-3           | 6-4           | 3-2           | 4-3           | 4-4   | 0-1   |        | 78-45          |
| Олимпийские игры             |               |               |               |       |               |               |               |       |               |               |               |               |               |               |               |       |       |        |                |
| Летняя Олимпиада             | Не проводился | Не проводился | Не проводился | -     | Не проводился | Не проводился | Не проводился | 1/4   | Не проводился | Не проводился | Не проводился | Не проводился | -             | Не проводился | Не проводился | -     | НП    | 0 / 1  | 3-1            |
| Турниры Мастерс              |               |               |               |       |               |               |               |       |               |               |               |               |               |               |               |       |       |        |                |
| Индиан-Уэлс                  | -             | -             | -             | К1    | 1Р            | 4Р            | 3Р            | 3Р    | 3Р            | 3Р            | 2Р            | НП            | 3Р            | 3Р            | 2Р            | -     |       | 0 / 10 | 8-9            |
| Майами                       | -             | -             | -             | 2Р    | 1Р            | 3Р            | 2Р            | 4Р    | 4Р            | 2Р            | 1/4           | НП            | 1/2           | 3Р            | 2Р            | 2Р    |       | 0 / 12 | 15-12          |
| Монте-Карло                  | -             | -             | -             | -     | 2Р            | 2Р            | 3Р            | 3Р    | 2Р            | 3Р            | 2Р            | НП            | 3Р            | -             | 2Р            | 2Р    |       | 0 / 10 | 14-10          |
| Мадрид                       | -             | -             | К1            | К2    | -             | 1/2           | 3Р            | 3Р    | 1Р            | 2Р            | 1Р            | НП            | 2Р            | 2Р            | 3Р            | 2Р    |       | 0 / 10 | 13-10          |
| Рим                          | -             | -             | -             | -     | -             | 1Р            | 2Р            | 2Р    | 3Р            | -             | 2Р            | -             | 3Р            | -             | 2Р            | -     |       | 0 / 7  | 7-7            |
| Торонто/Монреаль             | -             | -             | -             | -     | -             | 1Р            | 2Р            | -     | 1/4           | -             | 1/4           | НП            | 1/4           | 3Р            | -             | 1Р    |       | 0 / 7  | 11-7           |
| Цинциннати                   | -             | -             | -             | -     | -             | 2Р            | 2Р            | 1Р    | 1Р            | -             | 1/4           | 1/2           | 1Р            | 3Р            | -             | К1    |       | 0 / 8  | 10-8           |
| Шанхай                       | -             | -             | -             | -     | К1            | 3Р            | 2Р            | Ф     | 1Р            | 3Р            | 3Р            | Не проводился | Не проводился | Не проводился | -             | 1Р    |       | 0 / 7  | 11-7           |
| Париж                        | -             | К1            | -             | 1Р    | К2            | 3Р            | 2Р            | 2Р    | 3Р            | 2Р            | 2Р            | -             | 1Р            | 1Р            | 2Р            | -     |       | 0 / 10 | 5-10           |
| Статистика за карьеру        |               |               |               |       |               |               |               |       |               |               |               |               |               |               |               |       |       |        |                |
| Проведено финалов            | 0             | 0             | 0             | 0     | 1             | 3             | 2             | 4     | 2             | 3             | 1             | 0             | 2             | 3             | 1             | 1     | 0     |        | 23             |
| Выиграно турниров            | 0             | 0             | 0             | 0     | 0             | 2             | 0             | 2     | 2             | 2             | 1             | 0             | 0             | 2             | 0             | 1     | 0     |        | 12             |
| В/П: всего                   | 0-1           | 0-1           | 0-0           | 3-10  | 26-22         | 45-23         | 42-29         | 48-23 | 48-21         | 33-20         | 42-22         | 20-8          | 29-25         | 39-20         | 17-21         | 25-21 | 0-3   |        | 417-270        |
| Σ % побед                    | 0 %           | 0 %           | -             | 23 %  | 54 %          | 66 %          | 59 %          | 68 %  | 70 %          | 62 %          | 66 %          | 71 %          | 54 %          | 66 %          | 45 %          | 54 %  | 0 %   |        | 60,7 %         |

К — проигрыш в квалификационном турнире.